# وريد رأسي إضافي
الوريد الرأسي الإضافي هو وريد متغيّر يمر على طول الحافة الكعبرية للساعد، ويتصل مع الوريد الرأسي قرب المرفق. في بعض الحالات ينبثق الوريد الرأسي الإضافي من الوريد الرأسي أعلى الرسغ، ويتّصل به مرةً أخرى في مستويات أعلى.
كثيرًا ما يتصل الوريد البازلي مع الوريد الرأسي عبر تفرّع مائل كبير، في الجهة الخلفية للساعد.